# Middelzee
Die Middelzee war eine gegen Ende der nacheiszeitlichen  (holozänen) Meerestransgression im Unterlauf der Boorne entstandene Meeresbucht. Gezeitenwechsel, Sturmfluten bei mehrfach wiederkehrendem Wechsel von Meerestransgression und Regression (zuletzt den sogenannten Dünkirchen-Transgressionen ab 3000 v. h.) führten zur Ausweitung und Vertiefung des Boornetales. Einen kleineren Beitrag leistete der Mensch durch den Abbau von Torf. Die zunehmende Verschlickung im späten Mittelalter und die Landgewinnungsmaßnahmen mit sukzessiver Anlage von Querdeichen beendeten die Existenz der Middelzee.

## Die Entwicklung von der Boornemündung zur Middelzee
Die Boorne, deren Tal das Einfallstor für die marine Transgression bildete, entwässerte schon Ende der vorletzten (Saale)-Kaltzeit das Gebiet der nördlichen Niederlande (Drenthe, Groningen, Friesland). Ursprünglich verlief sie in südwestlicher Richtung. Ihr Unterlauf wurde, als ihr in der letzten (Weichsel)-Kaltzeit mächtige Sandanwehungen den Weg versperrten, allmählich nach NNW umgelenkt. Das von Norden her in das Tal der Boorne eindringende Meer erweiterte dessen unteren Abschnitt zu einem von den Gezeiten und Sturmfluten geformten Ästuar.
Bis 7000 v. h. stieg der Meeresspiegel rasch an – um 75 cm pro Jahrhundert, verlangsamte sich dann aber wieder bis 5000 v. h.  Ab 5500 v. h. betrug der Anstieg pro Jahrhundert nur noch etwa 15 cm. Das reichte aus, um das Meer ständig weiter in den Boorne-Unterlauf und (im späten Subboreal: Ende etwa 2500 v. h.) weiter bis zur Südgrenze von Westergo vordringen zu lassen. Meereswasser gelangte bis Sneek. Dabei sorgte die durch den Gezeitenwechsel bedingte Erosion für eine Verbreiterung dieser Bucht und zur Einfurchung tiefer Flutrinnen auf deren Grund.
Im 10. Jahrhundert war aus dem Unterlauf der Boorne die Middelzee entstanden und damit ein Grenzbereich zwischen den Landschaften Westergo und Ostergo. Um die Jahrtausendwende hatte die Bucht ihre größte Ausdehnung erreicht. Dabei muss man davon ausgehen, dass der Mensch durch den Abbau von Torf mit dazu beigetragen hat. Ihre Verbindung zum offenen Meer war ein Seegatt zwischen Ameland und Terschelling. Von Westen her drang zu jener Zeit die ebenfalls zu einem Ästuar erweiterte Marne, die über das Seegatt des Vlie mit dem offenen Meer in Verbindung stand, soweit ostwärts vor, dass sie bei Bolsward die Middelzee fast – zeitweise ganz – erreichte.

## Der Bau von Längsdeichen als Hochwasserschutz
In die den Gezeiten offenstehende Middelzee wurde ab dem 11. Jahrhundert immer mehr Sediment eingetragen, so dass Leeuwarden seine Bedeutung als Hafenstadt verlor, andererseits Landgewinnung möglich wurde. Zunächst aber wurden schon im 10. Jahrhundert flache Deiche längs der Middelzee als Hochwasserschutz angelegt. Die Straßenverbindung Middelzeedyk-Hegedyk von Bolsward (friesisch: Boalsert) bis Marssum (Marsum) über Bozum (Boazum), Oosterwierum (Easterwierrum), Weidum, Boksum (früher Boxum) markiert die einstige Deichlinie der Middelzee. Weiter zogen sich die Dämme über Berlikum und Beetgum (Bitgum) nach Minnertsga. Am Ostufer folgt die Straßenführung vom Oude Schouw bei Irnsum über Leeuwarden bis Stiens ebenfalls der alten Eindeichung.
Ein Blick auf das Luftbild etwa bei Oosterwierum (sehr gut zu erkennen bei Google Earth) zeigt die unterschiedliche Parzellierung vor und hinter dem mittelalterlichen Deich. Auf dem Gebiet der ehemaligen Middelzee herrschen mehr oder weniger regelmäßig rechteckige bis quadratische Parzellen vor. Hinter dem ehemaligen Deich sind die Formen unregelmäßiger und es gibt leicht gewundene Sloten (Entwässerungsgräben), die auf dem Middelzee-Gelände weitgehend geradlinig verlaufen.

## Der Bau von Querdeichen zur Landgewinnung
Dann wurden ab Mitte des 11. Jahrhunderts – östlich Bolsward beginnend – Deiche aufgeschüttet. Das Dorf Nijland erinnert an diese frühe Landgewinnung. Zunächst entstanden zwei Querdeiche, einer nahe Nijland und ein weiterer bei Rauwerd (Raerd). Für die Boorne musste damals ein Entwässerungskanal zum Sneekermeer geschaffen werden. Der Zwette-Kanal geht auf den zentralen Entwässerungsgraben jener Zeit zurück. Schon im 12. Jahrhundert wurden nördlich Stiens Polder geschaffen. Der Krinserarm (Osterwierrum-Raerd) entstand 1240, der Boksumer Dyk (Goutum -Boksum) um 1275, der Skrédijk (Bitgummole-Britsum) um 1300. Nach dem Bau des Querdeiches zwischen Bitgummole und Britsum verschlickte die vorgelagerte Bucht im Laufe eines Jahrhunderts. Der Abschluss der breiten Trichtermündung erfolgte erst ab 1505. Dabei waren südholländische Kolonisten am Werk, die sich im gewonnenen Neuland ansiedelten. (In Het Bildt erinnert noch heute das besondere Dialektgemisch an diese Zuwanderer.) Später wurden vor diesem Deich noch schmale Polder angelegt (1600, 1715, 1754 usw.) Kromme Rij und Holle Rij erinnern an ursprüngliche Mündungsarme der Boorne.

## Der heutige Verlauf der Boorne
Der Lauf der heutigen Boorne hat mit dem ursprünglichen Flusslauf wenig gemein. Die Boorne entspringt in der Nähe von Bakkeveen, heißt zunächst Ouddiep oder Koningsdiep, ab Aldeboarn Boorne, ab Akkrum Kromme Knilles, ab Irnsum wieder Boorne. Hier zweigt ein Arm Richtung Grou ab. Der andere Zweig ist die Moezel, der alte Lauf, der ursprünglich in die Middelzee mündete.

## Middelsee
Ein in Entstehung begriffener neuer Stadtteil von Leeuwarden südlich vom Van-Harinxma-Kanaal trägt den Namen Middelsee. Er befindet sich auf Grund und Boden, auf dem sich einst die Middelzee ausbreitete. Auch der Militärflugplatz von Leeuwarden liegt auf der Middelzee abgewonnenem Gelände.
(Der Artikel stützt sich hauptsächlich auf den unter Einzelnachweis 1 aufgeführten englischen Text.)